# Apostolisch vicariaat Puerto Gaitán
Het apostolisch vicariaat Puerto Gaitán (Latijn: Vicariatus Apostolicus Portus Gaitanus) is een rooms-katholiek apostolisch vicariaat met als zetel Puerto Gaitán, in Colombia. Het apostolisch vicariaat is vrijgesteld en valt als immediatum direct onder de Heilige Stoel, zonder te behoren tot een kerkprovincie. 

## Geschiedenis
Het apostolisch vicariaat werd opgericht op 22 december 1999, uit delen van de apostolische prefectuur Vichada en het bisdom Villavicencio.

## Parochies
Het apostolisch vicariaat had in 2020 een oppervlakte van 50.400 km2 en telde 211.400 inwoners waarvan 93,1% rooms-katholiek was.

## Apostolisch vicarissen
- José Alberto Rozo Gutiérrez (22 december 1999 - 2 maart 2012)
- Luis Horacio Gómez González (10 juli 2014 - 8 april 2016)
  - Francisco Antonio Ceballos Escobar (apostolisch administrator: 25 maart 2015 - 16 juni 2016)
- Raúl Alfonso Carrillo Martínez (8 april 2016 - heden)

## Galerij van afbeeldingen

Wapen van het apostolisch vicariaat Puerto Gaitán